# Кобеляцька міська територіальна громада
Кобеляцька міська територіальна громада — територіальна громада в Україні, у Полтавському районі Полтавської області, з адміністративним центром у місті Кобеляки.

## Загальна інформація
Площа території — 1 216,6 км², населення громади — 26 348 осіб, з них: міське населення — 9 718 осіб, сільське — 16 630 осіб (2020 р.).

## Населені пункти
До складу громади увійшли м. Кобеляки та села Брачківка, Бринзи, Бродщина, Василівка, Вібли, Вільховатка, Водолагівка, Гаймарівка, Гайове, Галагурівка, Галі-Горбатки, Ганжівка, Гарбузівка, Григорівка, Грицаївка, Дашківка, Деменки, Єднання, Золотарівка, Іванівка, Канави, Кишеньки, Коваленківка, Колісниківка, Красне, Кунівка, Лебедине, Леваневське, Лесинки, Литвини, Лівобережна Сокілка, Лісне, Ліщинівка, Лучки, Мартинівка, Миколаївка, Мідянівка, Морози, Озера, Орлик, Павлівка, Панське, Перегонівка, Підгора, Поводи, Правобережна Сокілка, Придніпрянське, Проскури, Просяниківка, Прощуради, Ревущине, Самарщина, Світлогірське, Сінне, Соснівка, Сухе, Сухинівка, Твердохліби, Шабельники, Шевченки, Шенгури, Яблунівка.

## Історія
Створена у 2020 році, відповідно до розпорядження Кабінету Міністрів України № 721-р від 12 червня 2020 року «Про визначення адміністративних центрів та затвердження територій територіальних громад Полтавської області», шляхом об'єднання територій та населених пунктів Кобеляцької міської та Бродщинська, Василівської, Вільховатської, Дашківської, Золотарівської, Іванівської, Красненської, Кунівської, Лебединської, Лучківської, Озерянської, Орлицької, Підгорянської, Придніпрянської, Світлогірської, Сухинівської, Шенгурівської, Канавської сільських рад Кобеляцького району Полтавської області.